# 蘇麗華
蘇麗華（1957年—）中華民國政治人物，中國國民黨籍，曾任沙鹿鎮鎮長、臺中縣議會議員。隨著臺中縣市合併改制直轄市，蘇麗華在2010年11月27日於臺中市市議員選舉當選市議員。

## 學歷
- 沙鹿國小
- 沙鹿國中
- 臺中技術學院
- 東海大學公共行政研究班結業
- 臺中技術學院企業管理科肄業

## 經歷
- 沙鹿鎮第十四、十五屆鎮長
- 臺中縣議會第十四屆縣議員
- 沙鹿鎮體育會第一任理事長
- 沙鹿鎮民防中隊召集人
- 沙鹿國中校友會理事長
- 沙鹿鎮環保志工中隊隊長
- 沙鹿鎮救國團團委會委員
- 欣欣國際獅子會98年、99年會長

## 資料來源
1. ↑  .   [2012-05-11]. （原始内容存档于2014-11-29）.
2. ↑  蘇麗華議員參加警察局清水分局大楊派出所落成啟用[]

## 外部連結
- 臺中市政府（页面存档备份，存于）
- 臺中市議會